# 濱尾実
濱尾 実（はまお みのる、1925年6月20日 - 2006年10月25日）は、日本の侍従、皇室解説者、作家、教育者。子爵。東宮侍従や東宮傅育官を務めた。作家としては浜尾 実（読み同じ、新字体）の名義で著書を多く残した。

## 生涯
東京大学工学部応用化学科卒業。熱心なカトリック信者で、1946年（昭和21年）12月21日に東京の世田谷教会で受洗した。洗礼名はセバスチアノ。
1945年（昭和20年）に兄・誠が戦死すると、爵位を継いで子爵となった。1951年（昭和26年）に東宮傅育官として皇太子明仁親王に仕え、その後東宮侍従となってからは浩宮徳仁親王・礼宮文仁親王兄弟の幼少時の教育に当たった。多忙な皇太子夫妻に代わって、親王の学校行事・面談に出席することもあった。浩宮・礼宮からは「オーちゃん」の愛称で慕われていた。1971年（昭和46年）に退官する。
退官後、聖心女子学院中等科・高等科にて教鞭をとり（担当は理科）、1981年（昭和56年）に定年退職する。その後は教育評論家として執筆活動・講演活動を行っていた。妻の死後、長野県諏訪市のカトリック系高齢者住宅に移り住み、さらに同県岡谷市の聖母幼稚園園長も務めた。
児童のしつけ、マナーをテーマとした著書も多かった。また、元東宮侍従としてTVや新聞などの取材や皇室解説なども多く、回想録的な著書も著している他、講演で触れることもあった。
2006年（平成18年）10月26日に81歳で死去した。10月30日に麹町の聖イグナチオ教会にて葬儀が行われた。墓所は染井霊園。

## 家族・親族
- 曾祖父：加藤弘之（男爵・東大総長・枢密顧問官）
- 祖父：濱尾新（子爵・枢密院議長・東大総長）
- 祖父：加藤照麿（男爵・医学博士・貴族院議員）
- 叔父：古川ロッパ（喜劇役者）
- 父：濱尾四郎（子爵・検事・弁護士・推理作家）
- 兄：濱尾誠（子爵・海軍士官）
- 弟：濱尾文郎（ローマ法王庁枢機卿）

## 著書
- あすへの心(聖パウロ女子修道会、1971年)
- 浩宮さまの人間教育（婦人生活社、1972年10月）
- この目で見た聖地（ドン・ボスコ社、1977年12月）
- 心に豊かさを（サンパウロ、1978年5月、ISBN 480563202X）
- 子供のほめ方・叱り方 お母さん、言葉の花束を持っていますか（PHP研究所、1981年9月、ISBN 4569505996）
- 女の子の躾け方―やさしい子どもに育てる本(光文社　カッパ・ホームス、1983年)
- 心の花束（サンパウロ、1983年11月）
- 浩宮さまの肖像・愛（実業之日本社、1984年3月）
- ほめ方上手の親学 頭のいい子になる急所しつけ法（青春出版社、1984年9月、ISBN 441301359X）
- 大きな心を育てる（三笠書房、1985年11月、ISBN 4837912788）
- 子供を伸ばす一言、ダメにする一言（PHP研究所、1985年12月、ISBN 4569516718）
- たちまちマナーが身につく本（主婦と生活社、1986年11月、ISBN 439110959X）
- お母さんの心のまなざし 子供はよい子に必ず育つ（PHP研究所、1991年2月、ISBN 4569529933）
- 気品ある生き方のすすめ―清く正しく美しく。（講談社、1991年5月、ISBN 4062052261）
- 心美しい女の子のしつけ―気高く、優しく、清らかに（講談社、1992年4月、ISBN 4062058596）
- 浩宮さま―強く、たくましくとお育てした十年の記録（PHP研究所、1992年9月、ISBN 4569537154）
- 特装版たちまちマナーが身につく本―この簡単なコツを知れば、もっと知的にふるまえる（主婦と生活社、1993年4月、ISBN 4391115468）
- 最高の会釈ができる人―上品な生き方のすすめ（PHP研究所、1993年4月、ISBN 4569539718）
- 皇太子さま雅子さまへのメッセージ（新潮社、1993年4月、ISBN 4103917016）
- 殿下とともに（角川書店、1993年6月、ISBN 4048833383）
- ほんとうの愛、ほんとうの優しさ―心をみがいて品格を高める生き方（講談社、1993年9月、ISBN 4062066068）
- 女の子の躾け方―やさしい子どもに育てる本（光文社、1995年3月、ISBN 4334050174）
- 皇后美智子さま（小学館、1996年4月、ISBN 4093961867）
- 美智子さま愛と心の小さな話―お側で伺った7758日の感動（青春出版社、1997年2月、ISBN 4413030621）
- 皇后美智子さま―ふれあいの旅（小学館、1997年11月、ISBN 4093961875）
- 美智子さま心にひびく愛の言葉―そのとき、こうおっしゃられた（青春出版社、2000年1月、ISBN 4413031709）
- 家庭をバラバラにしない母親の祈り、父親の覚悟（講談社、2000年1月、ISBN 4062690985）
- 「可愛がる」から「愛する」へ―雅子さまに受け継がれる美智子さまの『しつけの原典・12章』（祥伝社、2002年4月、ISBN 4396410255）